# Petites Stars : Le Grand Soir
Petites Stars : Le Grand Soir ou Petites Stars est une émission de télévision française diffusée sur TF1 en direct depuis le 25 avril 2009 et présentée par Nikos Aliagas et Christine Bravo.

## Principe
Lors de chaque émission, huit enfants hors du commun s'affrontent en direct. Âgés de 7 à 13 ans, ils ont tous le chant et la musique dans le sang, un don surprenant qui permettra à l'un d'entre eux de réaliser son rêve le plus cher ! Les téléspectateurs désigneront l'heureux élu. Sur scène, et face à un jury de personnalités, ces stars en herbe donneront le meilleur d'elles-mêmes avec comme unique mot d'ordre : s'amuser ! Pop, variété, rock, rap ou lyrique, les huit candidats choisiront leur style de prédilection. Les plus talentueux pourront aussi interpréter un duo avec un chanteur confirmé.

## Déroulement des sessions

### Session 1 (2009)
La première session de l'émission a eu lieu en direct le samedi 25 avril 2009 à 20h45.

#### Candidats
Les candidats, cités par ordre alphabétique, ont été sélectionnés parmi 2000 candidatures.
| Prénom    | Âge    | Date de naissance | Signe astrologique | Ville                 | Classe |
| --------- | ------ | ----------------- | ------------------ | --------------------- | ------ |
| Amanda    | 10 ans | 18 janvier 1999   | Capricorne         | Nice                  | CM1    |
| Antoine   | 11 ans | 5 février 1998    | Verseau            | Saint-Germain-en-Laye | CM2    |
| Françoise | 7 ans  | 11 septembre 2001 | Vierge             | Vaux-sur-seine        | CE1    |
| Laura     | 9 ans  | 17 novembre 1999  | Scorpion           | Saint-Brevin-les-Pins | CM1    |
| Loïc      | 11 ans | 2 juillet 1997    | Cancer             | Lausanne (Suisse)     | 6ème   |
| Louis     | 11 ans | 15 août 1997      | Lion               | Paris                 | 6ème   |
| Maxime    | 13 ans | 28 décembre 1995  | Capricorne         | Lyon                  | 4ème   |
| Ophélie   | 13 ans | 2 avril 1996      | Bélier             | Bagnols-sur-Cèze      | 5ème   |

Légende :
Fond vert = Vainqueur

#### Jury
- Gilbert Montagné
- Anne Roumanoff
- Dove Attia

#### Artistes invités
- Calogero
- Lara Fabian
- Sheryfa Luna
- Roch Voisine

## Remarques
- Cette émission est souvent annoncée comme une Star Academy version enfant, notamment du fait qu'elle soit présentée par Nikos Aliagas.
- Une Nouvelle Star pour enfants, intitulée L'École des stars, est apparue en 2008 sur Direct 8, ce qui a permis de développer les télé-crochets pour enfants.
- Roch Voisine, parrain de l'émission de télé réalité de Direct 8 L'École des stars, était également présent à la première session de Petites Stars le Grand Soir.

## Audimat
| Session | Jour et horaire de diffusion     | Téléspectateurs | Parts de marché sur les 4 ans et plus |
| ------- | -------------------------------- | --------------- | ------------------------------------- |
| 1       | Samedi 25 avril 2009 20:40-23:05 | 5 193 000       | 26,8 %                                |

- La première session de l'émission diffusée le 25 avril 2009 a réuni 5 193 000 téléspectateurs pour 26,8 % de parts de marché sur les individus 4 ans et plus, 29,4 % de parts de marché sur les femmes de moins de 50 ans et 33,6 % de part de marché sur les enfants de 4 à 10 ans[3].